# Louis Heusghem
Louis Heusghem (Ransart, 26 de dezembro de 1882 - Montignies-le-Tilleul, 26 de agosto de 1939) foi um ciclista profissional da Bélgica.

## Participações no Tour de France
É vencedor de 1 etapa da competição.
- Tour de France 1911 : 5º colocado na classificação geral e vencedor de uma etapa
- Tour de France 1913 : abandonou na 7ª etapa
- Tour de France 1914 : 10º colocado na classificação geral
- Tour de France 1920 : 6º colocado na classificação geral
- Tour de France 1921 : abandonou na 12ª etapa
- Tour de France 1922 : 19º colocado na classificação geral